# Francisco Ballesteros

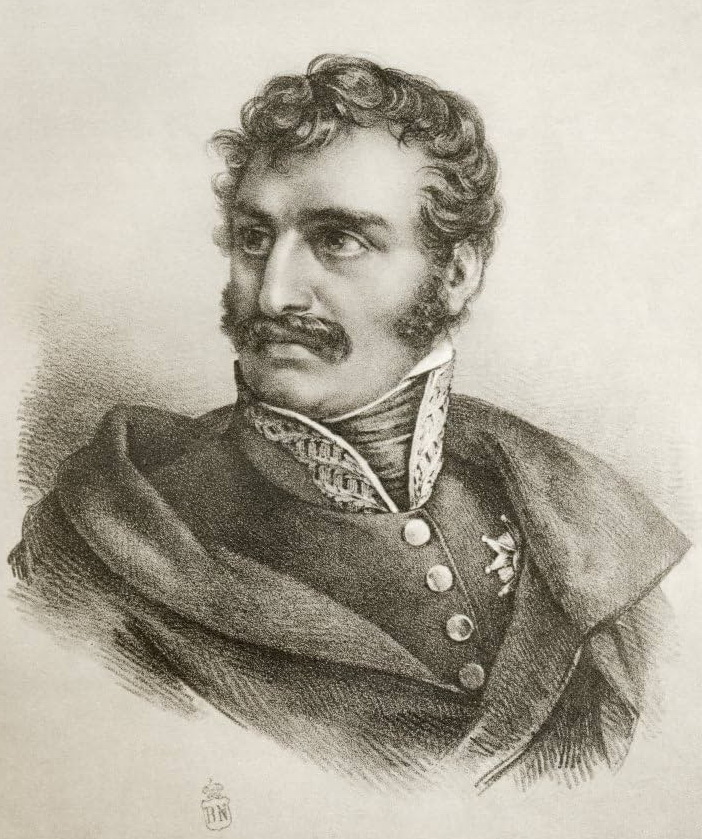
Francisco Ballesteros.

Francisco López Ballesteros, född 1770 i Saragossa, död den 29 juni 1832 i Paris, var en spansk militär och politiker.
Ballesteros kämpade redan 1793 mot fransmännen och tog 1808 en ärofull del i frihetskriget. Vid Ferdinand VII:s återkomst, 1815, blev han krigsminister, men till följd av sina frisinnade åsikter störtades han redan 1816 och förvisades till Valladolid. Återkallad vid utbrottet av revolutionen 1820, förmådde han kungen att anta 1812 års konstitution, blev samma år vice president i den provisoriska regeringen och tillintetgjorde 1822 ett försök av de kungliga gardena att omstörta författningen. I kriget mot fransmännen 1823 förde han utan framgång befälet i Navarra och Aragonien. När Ferdinand VII samma år återställde det gamla enväldet, måste Ballesteros fly till Paris. 